# Campeonato Europeu de Andebol Masculino de 2016
O Campeonato Europeu de HandebolPB/AndebolPE Masculino de 2016 foi a 12ª edição do principal campeonato de handebol das seleções da Europa. O torneio foi realizado na Polônia, nas cidades de  Cracóvia, Gdańsk, Wrocław e Katowice. A seleção da Alemanha sagrou-se campeã pela segunda vez após derrotar a Espanha por 24 a 17 na final. A seleção da Croácia conquistou o terceiro lugar após derrotar a Noruega por 31 a 24 na decisão pelo bronze.

## Locais
| Cracóvia                        | Gdańsk                            | Cracóvia Gdańsk Katowice Wrocław |
| ------------------------------- | --------------------------------- | -------------------------------- |
| Tauron Arena Capacidade: 15,328 | Ergo Arena Capacidade: 11,409     | Cracóvia Gdańsk Katowice Wrocław |
|                                 |                                   | Cracóvia Gdańsk Katowice Wrocław |
| Katowice                        | Wrocław                           |                                  |
| Spodek Capacidade: 11,036       | Centennial Hall Capacidade: 8,500 |                                  |
|                                 |                                   |                                  |